# Nhóm đơn
Trong toán học, nhóm đơn là nhóm mà các nhóm con chuẩn tắc duy nhất là nhóm tầm thường và chính nó. Một nhóm không phải nhóm đơn có thể phân tách thành hai nhóm nhỏ hơn, một nhóm chuẩn tắc không tầm thường và nhóm thương tương ứng. Quá trình có thể lặp đi lặp lại, và đối với nhóm hữu hạn, cho đến khi gặp các nhóm đơn duy nhất, theo định lý Jordan-Holder.
Việc hoàn thành phân loại nhóm đơn hữu hạn trong năm 2004 được coi là một cột mốc lịch sử trong toán học nhân loại.

## Các ví dụ

### Nhóm đơn hữu hạn
Nhóm cyclic G = (Z/3Z, +) = Z3 của các lớp đồng dư modulo 3 (xem số học mô đun) là nhóm đơn. Nếu H là nhóm con của nhóm này thì cấp của nó (số phần tử) phải là ước của cấp của G là 3. Vì 3 là số nguyên tố, các ước duy nhất của nó là 1 và 3 nên H là G, hoặc H là nhóm tầm thường. Mặt khác, nhóm G = (Z/12Z, +) = Z12 không phải là nhóm đơn, vì tập hợp H của các lớp đồng dư 0, 4 và 8 modulo 12 là nhóm con cấp 3 và nó là nhóm con chuẩn tắc vì bất kỳ nhóm con nào của một nhóm abel đều là nhóm con chuẩn tắc. Tương tự, nhóm cộng của các số nguyên (Z, +) không phải là nhóm đơn; tập hợp các số nguyên chẵn là một nhóm con chuẩn tắc không tầm thường.
Ta có thể dùng cách lập luận trên để suy ra rằng đối với nhóm abel, các nhóm abel đơn duy nhất là các nhóm cyclic có cấp là số  nguyên tố. Tuy nhiên, việc phân loại các nhóm đơn mà không giao hoán trở nên khó hơn. Nhóm đơn nhỏ nhất phi abel là nhóm thay phiên A5 có cấp 60 và mọi nhóm đơn với cấp 60 đều đẳng cấu với A5.

### Nhóm đơn vô hạn
Nhóm thay phiên vô hạn là một ví dụ về nhóm đơn vô hạn.

## Phân loại
Hiện nay chưa có phân loại cho nhóm đơn vô hạn.

### Nhóm đơn hữu hạn
Các nhóm đơn hữu hạn quan trọng là bởi theo cách hiểu định nghĩa, nó là những "nền móng cơ bản" của tất cả nhóm hữu hạn, có thể hiểu tương đương với số nguyên tố là nền móng của số nguyên. Cách hiểu này được diễn đạt thành định lý Jordan–Hölder, phát biểu rằng mọi chuỗi hợp của nhóm có cùng độ dài và phần tử, chỉ xê xích hoán vị và đẳng cấu. Bằng sự cộng tác rất lớn giữa các nhà toán học, phân loại nhóm đơn hữu hạn được coi là hoàn thành trong 1983 bởi Daniel Gorenstein, mặc dù vẫn còn đọng lại một số vấn đề (đăc biệt là trong việc phân loại nhóm tựa mỏng, được thêm vào năm 2004).